# Cultura da Roma Antiga

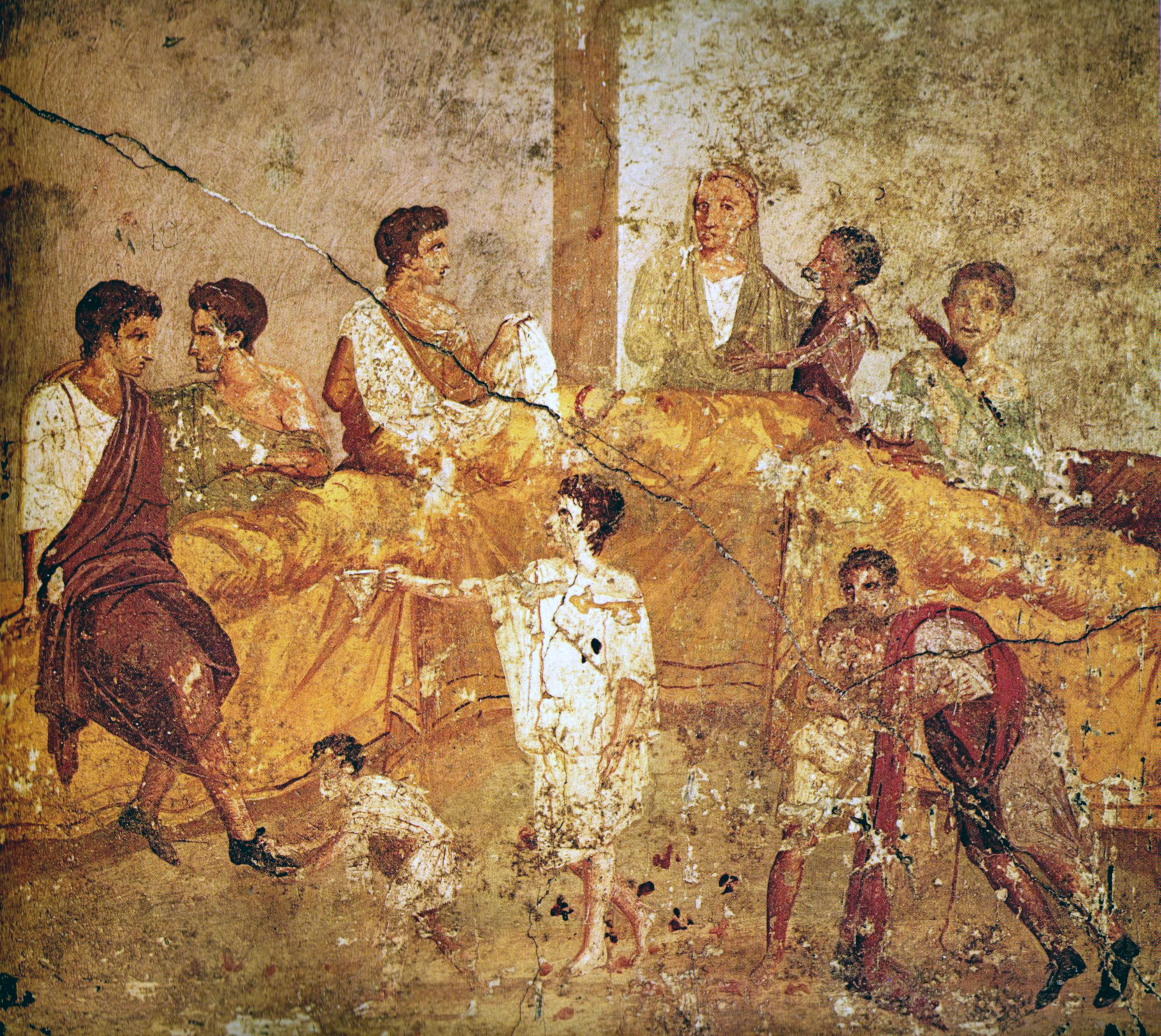
Pintura mural (século I d.C.) de Pompéia representando um banquete multigeracional

A cultura da Roma antiga existiu através de quase 1.200 anos da história da civilização da Roma Antiga. O termo refere-se à cultura da república romana, mais tarde, o Império Romano, que no seu auge cobria uma área a partir das planícies na Escócia ao Marrocos até o rio Eufrates e norte da África.
Os romanos levavam uma vida simples, trabalhando no campo e alimentando-se de sua própria produção. A modéstia e a disciplina eram consideradas virtudes essenciais. A família era uma instituição sagrada e seu chefe (o pater famílias) tinha poder e direitos ilimitados sobre a mulher, os filhos, os escravos e os bens. Os velhos eram respeitados e serviam de exemplo à comunidade. A religião (baseada no culto aos antepassados e a uma multidão de deuses) estava presente em todos os aspectos da vida cotidiana e também tinha um caráter cívico, ou seja, estava ligada à cidade e ao Estado romano. A arte grega foi uma das fontes principais da arte romana. A República Romana, foi um período da antiga civilização romana onde o governo operou como uma república, que começou com a queda da monarquia, tradicionalmente datada cerca de 509 a.C., e sua substituição pelo governo chefiado por dois cônsules, eleitos anualmente pelos cidadãos e aconselhados pelo senado. A República Romana nunca foi restaurada, mas também nunca foi formalmente abolida. A sociedade foi hierárquica. A evolução da constituição da República Romana foi pesadamente influenciada pela luta entre os patrícios, aristocratas proprietários de terra, que traçaram sua ancestralidade no início da história do Reino de Roma. Em Roma vestia-se uma túnica por baixo e a toga por cima. Essa toga era muito volumosa e suas características possibilitavam a identificação do grupo social do portador através do tamanho, forma ou cor da roupa. Escravos, plebeus e mesmo soldados costumavam usar apenas uma túnica sobre o corpo.

## Lista de tópicos relacionados com a cultura da Roma Antiga

### Sociedade
- Classes sociais da Roma Republicana
  - Patrícios
  - Plebeus
  - Escravos
- Classes sociais da Roma Imperial
  - Ordem Senatorial
  - Ordem Equestre
  - Cidadãos
  - Libertos
  - Escravos
- Convenção romana de nomes
- Pater familias
- Pai da pátria
- Província romana

## Vida cotidiana
- Calendário romano
  - Ab urbe condita
  - Calendário juliano
  - Festivais romanos
- Gastronomia romana
- Moeda romana
- Medidas romanas
- Propriedades
  - Latifúndio
  - Villa romana
- Vestuário romano

## Arte
- Arte da Roma Antiga
- Arquitetura da Roma Antiga
  - Anfiteatro
  - Aqueducto
  - Arco
  - Basílica
  - Coliseu
  - Panteão de Roma
  - Estrada romana

## Entretenimento
- Corridas de bigas
- Gladiadores
- Literatura latina
- Paradas triunfais